# Main basse sur la ville
Pour plus de détails, voir Fiche technique et Distribution.
Main basse sur la ville (Le mani sulla città) est un film italo-français réalisé par Francesco Rosi, sorti en 1963.

## Synopsis
Sous l'impulsion de l'entrepreneur Nottola, la municipalité de Naples transforme des terrains agricoles en terrains constructibles. Les spéculateurs construisent sans précaution et le chantier provoque l'écroulement d'une maison ancienne et des morts. Ce drame ayant lieu peu avant les élections municipales, les débats font rage dans la majorité qui cherche à évincer Nottola tandis que l'opposition, menée par le conseiller communiste De Vita, pousse à la création d'une commission d'enquête.
Malgré les pressions de toutes parts, cette commission est créée et va tenter d'identifier les responsabilités.

## Fiche technique
- Titre original : Le mani sulla città
- Titre français : Main basse sur la ville
- Réalisation : Francesco Rosi
- Scénario : Francesco Rosi, Raffaele La Capria
- Musique : Piero Piccioni
- Décors : Sergio Canevari
- Costumes : Marilù Carteny
- Photographie : Gianni Di Venanzo
  - Cadre : Pasqualino De Santis
- Son : Vittorio Trentino
- Montage : Mario Serandrei
- Production : Lionello Santi
- Société de production : Galatea Film, Société Cinématographique Lyre
- Sociétés de distribution : Warner Bros. (Italie, États-Unis), Rank (France)
- Pays d'origine :  Italie,  France
- Langue originale : italien
- Format : noir et blanc - 1,85:1 - 35 mm - mono (Western Electric / Fonolux)
- Genre : drame
- Durée : 110 minutes
- Dates de sortie : 
  - Italie : 5 septembre 1963 (Mostra de Venise) ; 9 octobre 1963 (sortie nationale)
  - France : 7 novembre 1963

## Distribution

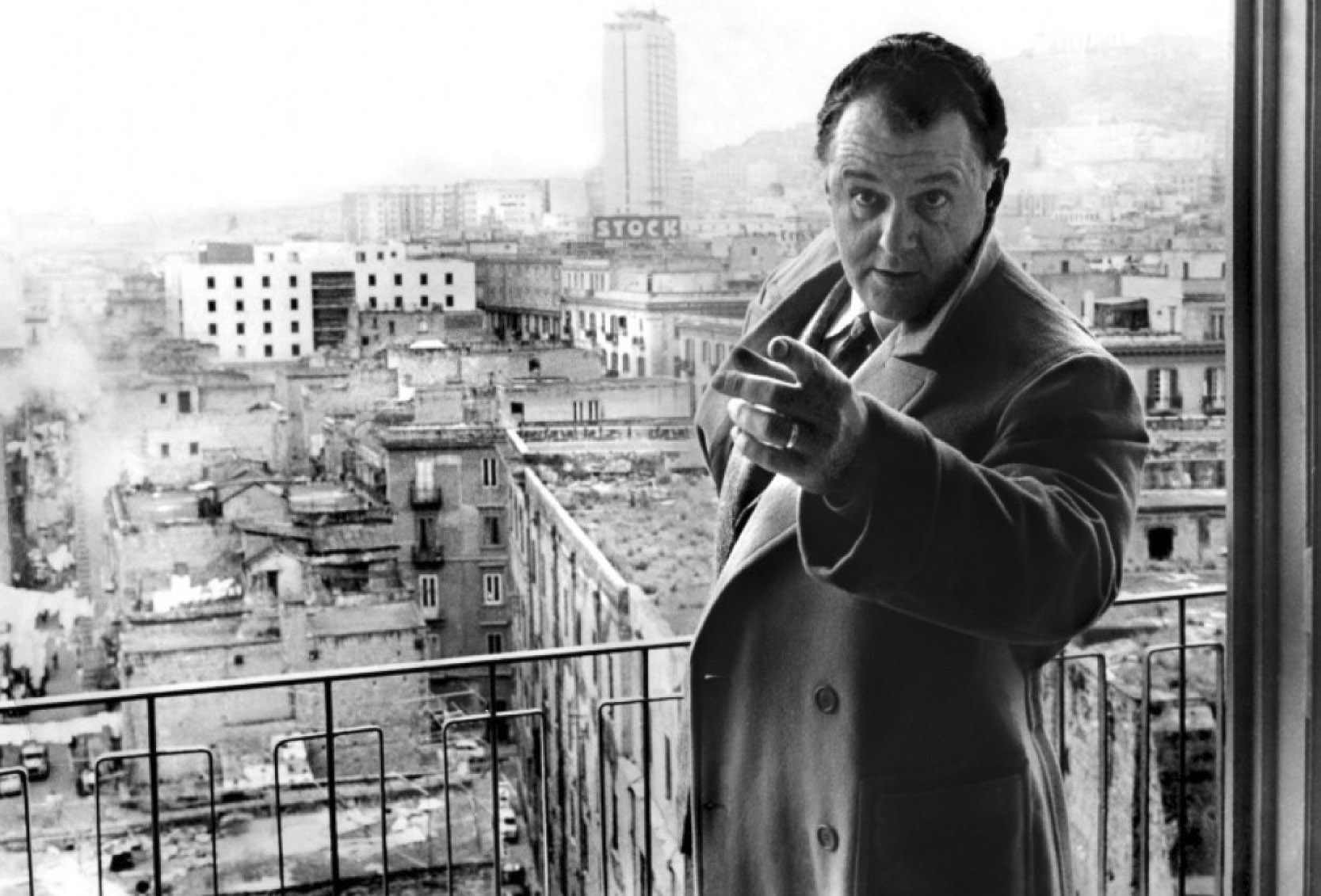
Rod Steiger dans le rôle de l'entrepreneur Nottola.

- Rod Steiger (VF : Yves Brainville) : l'entrepreneur Edoardo Nottola
- Salvo Randone (VF : René Blancard) : De Angelis
- Guido Alberti (VF : Albert Médina) : Maglione
- Angelo D'Alessandro : Balsamo
- Carlo Fermariello (VF : Henry Djanik) : De Vita
- Marcello Cannavale : ami de Nottola
- Alberto Canocchia : ami de Nottola
- Gaetano Grimaldi Filioli : ami de Nottola
- Dante Di Pinto (VF : Jean Berger) : le président de la commission d'enquête
- Dany Paris : la maîtresse de Maglione
- Alberto Amato : un conseiller
- Franco Rigamonti : un conseiller
- Terenzio Cordova : le commissaire
- Vincenzo Metafora (VF : Jacques Berlioz) : le maire de Naples[1]
- Pasquale Martino (VF : Fernand Rauzena) : le chef des archives
- Mario Perelli (VF : Robert Le Béal) : le chef de l'office technique
- Renato Terra : un journaliste

## Distinctions
- Mostra de Venise 1963 : Lion d'or